# Maison Dufresne
La maison Dufresne est une maison villageoise située au 2860, chemin du Lac-Saint-Pierre dans noyau villageois de Pointe-du-Lac à Trois-Rivières au Québec (Canada). Construite vers 1850, elle a été citée immeuble patrimonial par la municipalité de Pointe-du-Lac en 2001.

## Histoire
La maison a été construite pour la famille Dufresne vers 1850 en plein cœur du village de Pointe-du-Lac. Elle a été citée par la municipalité de Pointe-du-Lac le 12 février 2001. Entre 2003 et 2008, elle subit une restauration majeure : elle est déplacée à son emplacement actuel sur le chemin du Lac-Saint-Pierre, son revêtement de vinyle est remplacé par des planches à clins de bois et une galerie est ajoutée en façade.